# Palocabildo
Palocabildo là một khu tự quản thuộc tỉnh Tolima, Colombia. Thủ phủ của khu tự quản Palocabildo đóng tại Palocabildo Khu tự quản Palocabildo có diện tích 65 ki lô mét vuông. Đến thời điểm ngày 28 tháng 5 năm 2005, khu tự quản Palocabildo có dân số  người.